# Charles-Gilbert Morel de Vindé
Pour les autres membres de la famille, voir Famille Morel.
Charles-Gilbert, vicomte Morel de Vindé est un magistrat, agronome et littérateur et homme politique français, né le 20 janvier 1759 à Paris où il est mort le 19 décembre 1842.

## Biographie

### Famille

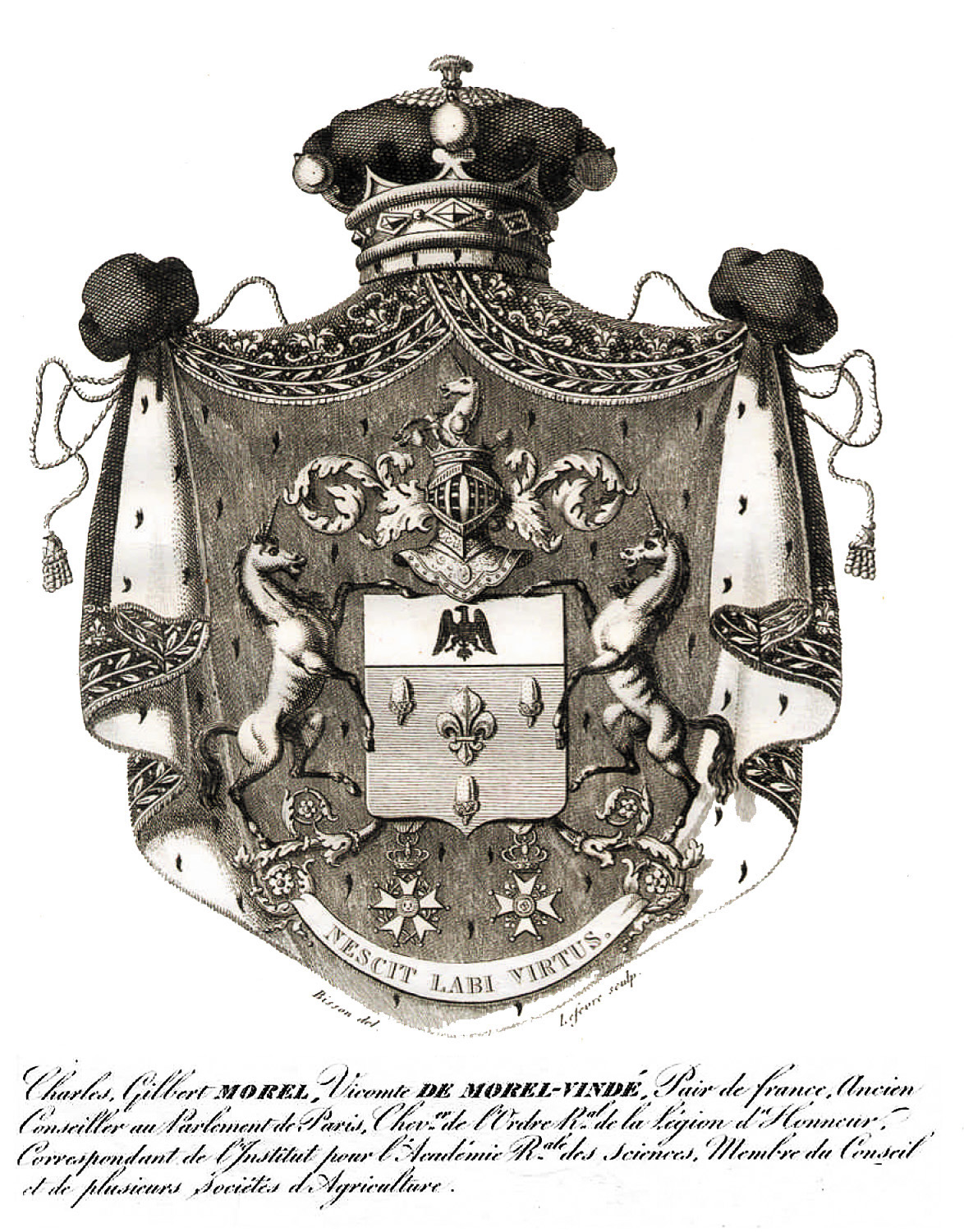
Blason de Morel de Vindé

D'une ancienne famille installée dans le Cambrésis au XIIIe siècle (Morel de Vindé, de Foucaucourt et de Boncourt), Charles Gilbert Morel de Vindé est né à Paris le 20 janvier 1759 sous Louis XV de Charles-François Morel de Boistiroux, seigneur de Vindé, du Meix, de Courtavant et de Bricot, conseiller du roi en ses conseils et président en la Cour des Aides de Paris, et d'Anne-Catherine Paignon-Dijonval. Il devient très tôt orphelin : sa mère meurt six jours après sa naissance, et son père en août 1762. Il n'a alors que quatre ans et demi lorsqu'il est, semble-t-il, confié à la tutelle ou du moins à la garde de son grand-père maternel, Gilbert Paignon-Dijonval (1708–1792) de Sedan, qui sera à l'origine de sa fortune, de son sens des affaires et de son goût pour les arts et les sciences. Suivant les documents et les lieux, il est connu sous le nom de vicomte de Morel-Vindé ou vicomte Morel de Vindé.

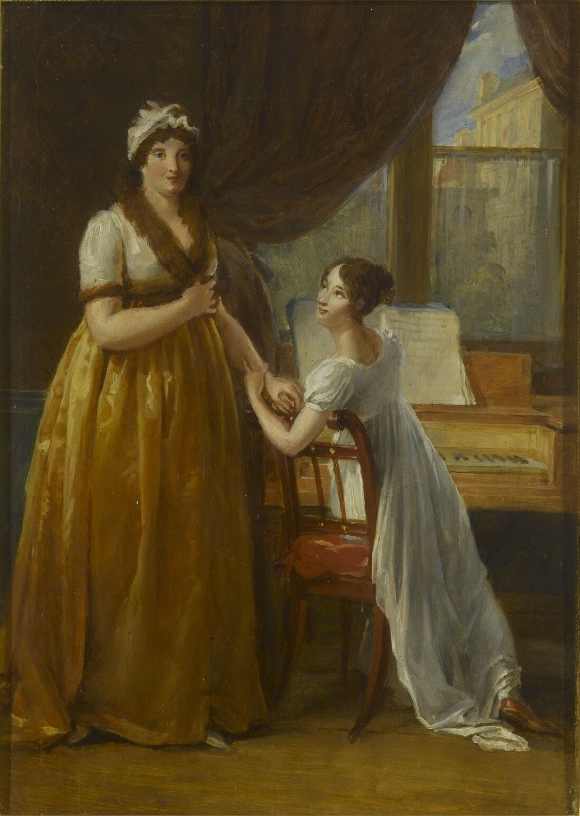
Portrait de Marie-Renée Choppin d'Arnouville, vicomtesse de Morel de Vindé avec sa fille Claire (future Madame Hippolyte Terray).

Il hérite de son grand-père maternel, Gilbert Paignon-Dijonval, une très importante collection d'objets et de curiosités dont on peut voir encore quelques vivants témoignages au Château de La Motte-Tilly.
Le 1er mai 1780, il épouse sa nièce "à la mode de Bretagne" : Marie Renée Elisabeth Choppin d'Arnouville (1763-1835). Ils ont deux filles dont une qui meurt en bas âge. Leur fille Claire épouse en 1800, Hippolyte Terray de Rozières et meurt en 1806.

### Sa carrière
Dès 19 ans, en 1778, il est nommé conseiller des enquêtes au Parlement de Paris, dans la droite ligne de ses aïeux. L'année suivante, il est appelé sans sa participation à présider l'un des six tribunaux de Paris (quartier des Tuileries), fonction qu'il accepte dans l'espoir d'y trouver l'occasion de servir le roi.
Il adopte avec modération les idées nouvelles de la Révolution française. Ainsi, le 28 février 1791, il sauve des suites de cette soirée les huit serviteurs du roi arrêtés au château. Après la fuite manquée du roi, il est proposé, le 2 juillet 1791, comme précepteur du Dauphin, mais il n'est pas agréé. Il juge alors que sa position à Paris devient dangereuse, et que sa situation de fortune, considérable, l'expose à tous les dangers (il avait recueilli les riches successions de ses grands-parents). Il démissionne de ses fonctions de juge et prend la ferme résolution de se tenir éloigné de toutes les fonctions publiques, disparaissant de cette vie politique beaucoup trop risquée, à laquelle d'ailleurs il ne reviendra jamais vraiment.
Pour avoir un constant et plausible prétexte de refus, il affecte à partir de cette époque de se livrer exclusivement aux travaux agricoles, que d'ailleurs il entend fort bien. Mais il ne se trouve pas moins exposé aux périls qu'il avait appréhendés. Lors des massacres de Septembre (1792), il est désigné comme l'une des victimes, et on vient à son domicile pour l'arrêter. Heureusement, il est absent, et il réussit ultérieurement à se soustraire aux rigueurs de la Terreur.
Il se consacre alors à la culture des lettres et des sciences et à des travaux d'agronomie. Se livrant à des observations et à des expériences agricoles, il publie sur la culture et sur les troupeaux de nombreux mémoires, qui lui valent le titre de membre ou de correspondant des sociétés d'agriculture de Paris, de Versailles, de Lille, de Caen, de Toulouse, etc. Ses publications sur le mérinos lui valent d'être nommé en 1808 correspondant de l'Académie des sciences pour la section d'économie rurale.
Il n'a pas d'autre titre que ces travaux, pour qu'à la Restauration, il soit fait chevalier de l'« Ordre royal » de la Légion d'honneur, le 6 décembre 1814, et, à la deuxième Restauration, promu pair de France et baron héréditaire par deux ordonnances du 17 août 1815, puis enfin baron pair en 1817. Il siégera jusqu'à sa mort à la Chambre haute, mais en n'y paraissant que rarement, remplissant un rôle aussi effacé que sous les deux règnes précédents, évitant les divers procès politiques qui y seront déférés. Toutefois il votera pour la mort dans le procès du maréchal Ney.
En 1819, Morel Vindé est appelé à faire partie du Conseil royal de l'Agriculture, auprès du Ministère de l'Intérieur. Il est en 1820 nommé vicomte, pair héréditaire, et autorisé à « transmettre ses rangs, titres et dignités » à son petit-fils, Charles Louis Terray, né en 1803. Enfin, il est élu membre de l'Académie des sciences le 13 décembre 1824 (section d'économie rurale), sous Charles X, et devient donc ipso facto membre de l'Institut royal de France.
Il meurt le 19 décembre 1842 à son domicile parisien du 11, boulevard de la Madeleine à l'âge de 83 ans. Il est enterré sur ses terres à l'écart du cimetière de La Celle-Saint-Cloud, aux côtés de son épouse, décédée dans cette même commune, le 19 juillet 1835. Son éloge est prononcé à la Chambre des pairs par le marquis d'Audiffret. Ses immenses collections (plusieurs milliers d'ouvrages, gravures et de cartes) seront versées à la bibliothèque du Sénat et s'y trouvent toujours.

## Ses réalisations
Il écrit un livre sur la maladie du charbon des moutons, où, bien avant Pasteur, il semble avoir l’intuition de l’existence des microbes et de leur rôle dans cette maladie. Jean Rostand reconnaîtra sa clairvoyance en biologie et son avance sur son temps.
Outre ses écrits sur l'agriculture et sur les troupeaux de moutons mérinos, Morel de Vindé a publié quelques ouvrages de littérature. Celui qui a obtenu le plus de succès est un petit traité de morale mis à la portée des enfants et exprimé en quatrains. Ce livre est intitulé La Morale de l'enfance.

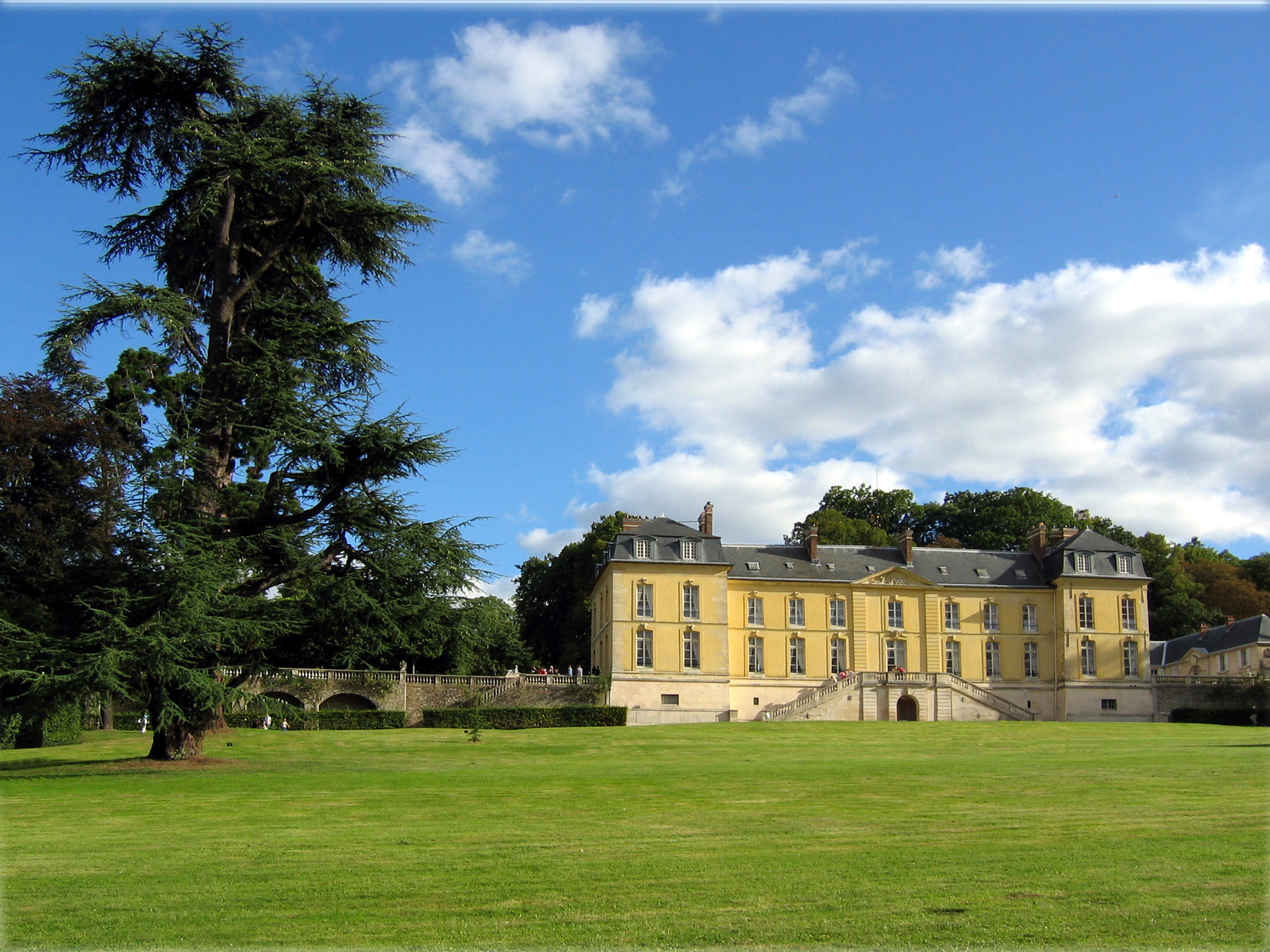
Château de la Celle

Il a été propriétaire du Château de la Celle, dans la commune de La Celle-Saint-Cloud, de 1804 à 1842, où il éleva l'un des plus beaux troupeaux de moutons mérinos de son époque. Le roi Louis XVIII y fut reçu. Il fut aussi un très généreux donateur auprès de sa commune et donna soit les terrains, soit les sommes qui permirent de bâtir des bâtiments d'intérêt public (mairie, maison du médecin, école, presbytère et infirmerie). Enfin, il fit une donation en 1829 qui permit à la commune de faire soigner les indigents pendant des dizaines d'années après sa mort.
La commune reconnaissante a donné son nom à une rue du bourg et à un groupe scolaire primaire.

## Ses propriétés
- Hôtel de Montesson (75), à l'angle des rues La Fayette et de la Chaussée d'Antin construit par Alexandre-Théodore Brongniart vers 1770
- Hôtel de Vindé (75), angle rue de la Grange-Batelière (aujourd'hui rue Drouot) et boulevard des Italiens, où il fait construire en 1822-1823 les galeries du Baromètre et du Thermomètre du passage de l’Opéra.
- Le château de Magnanville (78) acheté en 1790 et détruit largement en 1803
- Le château de Courtavant (10)
- Le château de la Celle Saint-Cloud  (78) acheté le 25 février 1804 et revendu par ses héritiers le 11 août 1844
- Hôtel particulier 11, boulevard de la Madeleine à Paris (75)

## Publications
Romans
- Primerose, 1797, dont est issue en 1798 Primerose, comédie lyrique selon le livret d'Edmond de Favières et la musique de Nicolas Dalayrac
- Clémence de Lautrec, 1798
- Zélomir, 1800

Essais
- La Déclaration des droits de l'homme et du citoyen, mise à la portée de tout le monde, 1790
- Etrennes d'un père à ses enfants ou Collection de quatrains moraux, réédité sous le titre Morale de l'enfance, 1790
- Essai sur les mœurs de la fin du XVIIIe siècle, 1794
- Des révolutions du globe, conjectures formées d'après les découvertes de Lavoisier, 1797

Traités agronomiques
- Modèle d'un bail à ferme, 1799
- Mémoire sur l'exacte parité des laines mérinos de France et d'Espagne, 1807
- Mémoire et Instructions sur les troupeaux de progression, 1808
- Suite des observations sur la monte et l'attelage, 1808
- Plans et détails d'une nouvelle construction rurale pour servir de grange ..., 1813
- Notice sommaire sur les assolements adoptés à la Celle Saint-Cloud, 1816
- Quelques observations rapides sur la théorie des assolements, 1822
- Essai sur les constructions rurales économiques, contenant leurs plans, coupes, élévations, détails et devis établis aux plus bas prix possibles [les détails de constructions et devis ont été faits avec l’approbation de l’auteur, par A.-L. Lusson, architecte], Paris : chez M. Lusson et chez Mme Huzard, 1824, in-folio, III-31 p. et pl.
- Considérations sur le morcellement de la propriété territoriale en France, 1826
- Théorie sur la population, 1829
- Les logements des animaux de ferme, 1864
- Rateliers adoptés sur la Celle Saint-Cloud, près Versailles, etc.

Traité historique et démographique
- Statistique de la commune de la Celle-lez-Saint-Cloud, 1834

## Distinctions
- Chevalier de la Légion d'honneur, le 9 décembre 1814,
- Officier de la Légion d'honneur, le 25 juin 1833[1].